# ديفيد أجا
ديفيد أجا (بالإسبانية: David Aja)‏ هو فنان قصص مصورة إسباني، ولد في 16 أبريل 1977 في بلد الوليد في إسبانيا.

## وصلات خارجية
- الموقع الرسمي